# Негр

«Портрет негра», картина Теодора Жеріко, 1822—1823 рр.

Негр — історично складена назва людини негроїдної раси. В українській мові слово негр має нейтральне словникове значення, проте на практиці витісняється з публічного вжитку в контексті суспільних рухів, що походять із США.
В англійській мові цьому слову відповідає negro, що має переважно нейтральний відтінок. Утім, в сучасній англійській мові negro вживається дедалі рідше з огляду на політичну коректність. Його похідні, такі як nigger, nigga — належать до вульгарної мови, розглядаються в західній журналістиці як принизливі, образливі та расистські, якщо вживаються не неграми. Деякі антропологічні класифікації мають терміни із похідними назвами: негроїдна (екваторіальна) раса — негрóїд (англ. negroid), негрська (негритянська, африканська) — негр (negroid, niger), негрильська (центральноафриканська) — негрил, негриллі, пігмей (negrilly, pygmy); негритоська (південно- і південно-східноазійська) — негритос (negrito).
У деяких країнах Європи й Північної Америки від другої половини XX ст. з метою нейтральності в офіційній мові вживається позначення «темношкірі люди африканського походження», зокрема термін «афроамериканці» щодо негрів США. Щодо громадян України африканського походження існує позначення афроукраїнець (яке, проте, не фіксують словники), що «не акцентує на фізичних особливостях носія, а лише вказує на його географічне походження».

## Етимологія

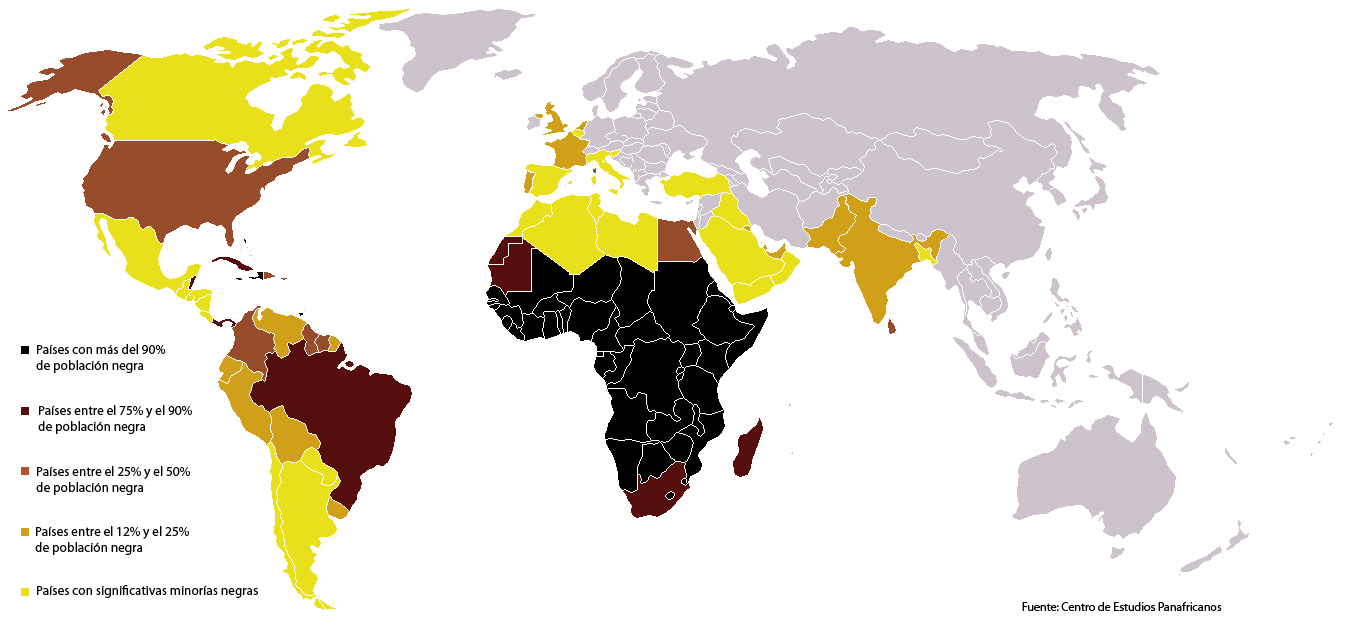
Розселення представників негроїдної раси (2008)

Термін «негр» походить від романського слова «негро» (ісп. і порт. negro, «чорний»), яким у добу великих географічних відкриттів мешканці Піренейського півосторова позначали темношкірих африканців. Романське слово походить від латинського «нігер» (лат. niger, «темний»). Слова зі схожим звучанням виникають у європейських мовах у XVII столітті в зв'язку з колоніалізмом. Утворилися форми: niggah, nigguh, niggur, niggar, negars. В українській мові є запозиченням з французької через німецьку.

## Історія вживання

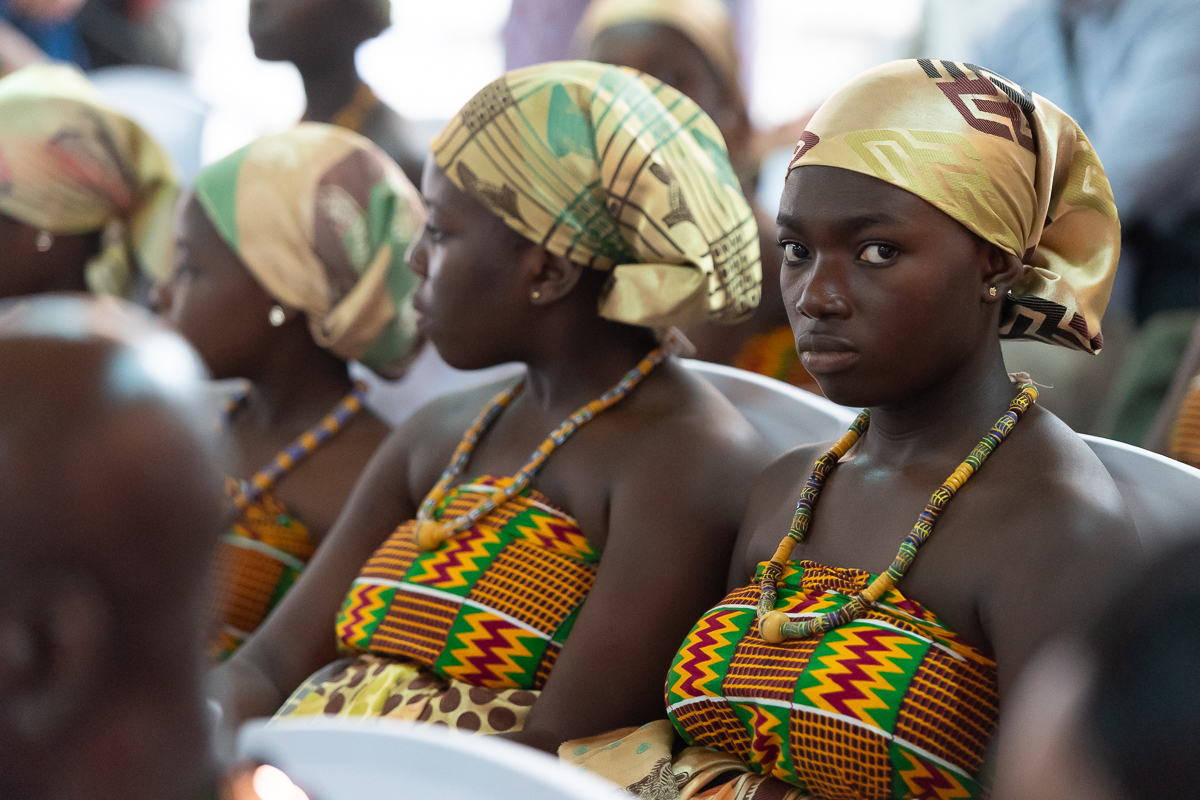
Група корінних темношкірих африканок у Гані

### В англійській та споріднених мовах
З укріпленням європейського імперіалізму і расизму в XIX столітті слово negro та його похідні набуло де факто зневажливого відтінку, попри словникові визначення[джерело?][ненейтрально]. Підставою для цього стало те, що негри були підкореними тубільним населенням багатьох колоній, а європейськими расистами розглядалися як «нижча раса». Після краху колоніалізму в другій половині XX століття вживання слів, похідних від ісп. negro, в мовах світу значно скоротилось і відтоді поширюється в основному на вульгарну мову, а negro повернуло нейтральне значення. Втім, похідні слова, вживаючись в середовищі самих темношікрих, образливим зазвичай не вважаються. Деякі американські документи кінця XIX століття приписували не називати словом negro тих осіб, які лише частково походять від корінного темношкірого населення Африки. В Аргентині та Кубі negro навіть може використовуватися як дружнє звертання.
З 1970-х років у США слово negro практично витіснене словом black, котре означає «чорний», сучасний термін — афроамериканець; у Франції прийнято слово фр. africain. В сучасній англійській мові слово negro вважається допустимим, коли йде мова про його історичний контекст. Наприклад, у офіційних назвах організацій на кшталт «United Negro College Fund». Negro досі вживається в офіційних документах, армії тощо.
В англійській мові в 2010-і поширився евфемізм «н-слово» (англ. n-word), що може вживатися в офіційній мові на заміну nigger. Також зустрічається формулювання «чорні люди» (англ. black people), хоча воно також розглядається як расистське або просто неточне, адже в негроїдній расі є представники зі шкірою різних відтінків. Вживається крім того «ібоні» (англ. ebony, досл. ебенові, кольору ебенового дерева).

### В українській мові

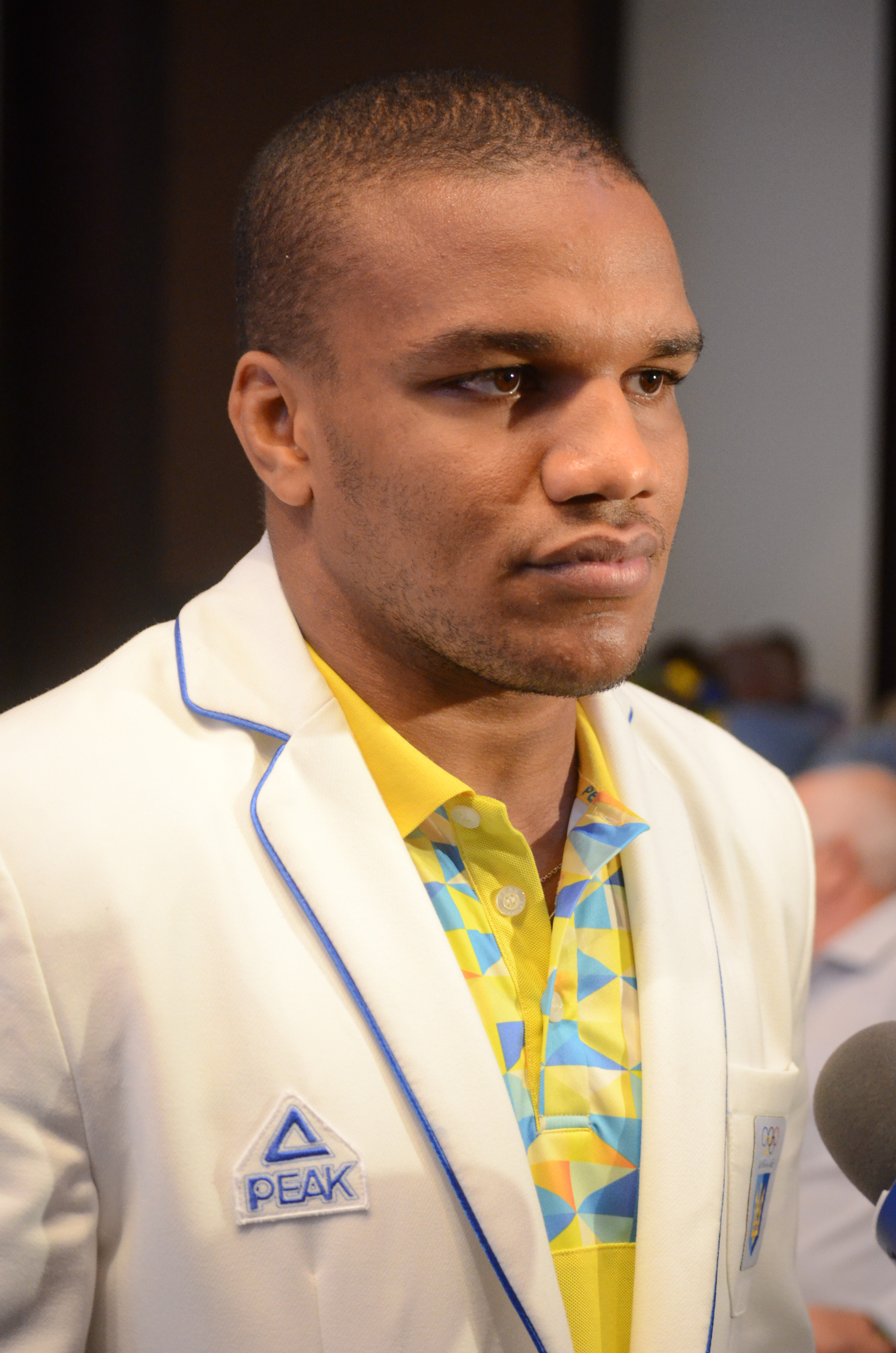
Жан Беланюк

В Україні слово негр, згідно зі словником, зберегло своє початкове нейтральне значення й саме по собі не має негативного забарвлення. Негр-дитина називається українською негреня. Поряд з ним широко вживається термін чорношкірий або темношкірий.
Така ситуація типова для пострадянських держав, населення яких майже не контактувало з темношкірими африканського походження, але пропаганда інтернаціоналізму та «дружби народів» формувала позитивний образ таких людей. Ще з XVIII століття в Російській імперії темношкірі корінні африканці (або їхні нащадки, що проживали в імперії) розглядалися радше як екзотика, а рабство темношкірих порівнювалася з кріпацтвом. В тогочасній російській літературі (наприклад, у Костянтина Станюковича) їм здебільшого відводилася гумористична роль наївних, але щирих людей (див. Шляхетний дикун). За СРСР слово негр широко вживалося в літературі, кіно та публіцистиці. Самі темношкірі африканського походження часто уособлювали експлуатований клас капіталістичного суспільства, а тому поставали позитивними персонажами. Кульмінацією піднесення темношкірих радянською пропагандою став IV Всесвітній фестиваль молоді та студентів 1957 року в Москві, що припав на найбільш ліберальний час «Хрущовської відлиги». До початку 1970-х співпраця СРСР з країнами Африки зумовила прибуття звідти тисяч студентів. У міру того як Африка втрачала екзотичність і привабливість для СРСР, негри ставали персонажами анекдотів, деколи расистських.
У 2010-тих вживання слова негр в українській мові стало предметом дискусій через суперечки в англомовній публіцистиці про те, як коректно називати темношкіре населення африканського походження. Наприклад, деякі видавці дотримуються такої позиції: «Наша країна ніколи не була рабовласницькою, а сама певний час страждала від панщини та окупації, тому ми маємо повне право використовувати традиційну для нас назву представників темношкірого населення нашої країни без страшних мук совісті, це просто мова, от і все». На думку Миколи Рябчука, колоніальний досвід українців і темношкірого населення африканського походження подібний.
Натомість експерт Інституту масової інформації Роман Кабачій стверджує, що слово негр, його відповідники чи похідні слова в усякому разі стосуються колоніального минулого, тому не повинні вживатися, принаймні в журналістиці: «Попри те, що у нашої країни не було прямого досвіду колоніальних зв'язків з Африкою, нам варто розуміти, що уникання цього слова є загальносвітовою тенденцією» — зазначає він. Окремі правозахисники зауважують, що це слово «часто супроводжує повідомлення про злочини на расовому й етнічному ґрунті, звертаючись до стереотипів, тому стало образливим». Газета «Україна молода» відгукувалася: «Якщо звичайне колись слово перетворилося на лайку, то навіщо й надалі його вживати? Зрештою, слова „хохол“ чи „кацап“ теж не були колись лайливими».
Сучасні рекомендації для публіцистів часто радять уникати слова негр, натомість вживаючи темношкірий чи чорношкірий. Щодо громадян України, які мають африканське походження — афроукраїнець. Члени Комісії з журналістської етики вважають, що слово негр застаріле і радить не акцентуватися на національності / етнічному походженні людей там, де ці деталі не є суттєвими. Також вказується, що хоча це слово, як вважається, не є зневажливим саме по собі, воно в усякому разі означає «інший».

### У французькій мові
Починаючи з XIX століття з французької мови поширився також метафоричний вислів «літературні негри» (фр. nègres littéraires), який означає в переносному сенсі людей рабської, підневільної праці, а в конкретному випадку — реальних авторів певного літературного твору, що анонімно працюють під ім'ям офіційного «автора». Таким чином літературний твір виходить під іменем іншої, часом фіктивної особи, що по суті є колективним брендом. Офіційний «автор»-працедавець наймає «літературних негрів», що звичайно тримається в таємниці і оговорюється трудовим договором. В англійській мові вислову відповідає ghostwriter — «письменник-привид».
Одним з найвідоміших письменників, який використовував працю «літературних негрів» є Александр Дюма-батько, що написав за своє життя понад три сотні романів (див. подробиці в «Трьох Дюма» Андре Моруа).

## Інші назви
- Арап — напр. «Арап Петра Великого» — Абрам Петрович Ганібал, дід О. С. Пушкіна[40]
- Мавр — щодо корінних жителів Північної Африки та арабів, які підкорили Північну Африку та Піренейський півострів. Напр. Отелло (головний персонаж однойменної трагедії В. Шекспіра)[41]
- Шанкілла[джерело?] (Shankilla) або шанкелла (shanqella) — зневажлива назва нілотів у Ефіопії[42].